# Aleksandar Đurić
Aleksandar Đurić (* 12. August 1970 in Doboj, Jugoslawien) ist ein ehemaliger bosnisch-herzegowinischer Kanute und singapurischer Fußballspieler auf der Position des Stürmers. Er war bei seinem Karriereende 2014 mit 44 Jahren der älteste noch aktive Fußballprofi gewesen.

## Kanu
Vor seiner Fußball-Karriere war Đurić Kanute und viermal jugoslawischer Jugendmeister. Wegen der beginnenden Jugoslawienkriege kam er nach Südungarn, wo er das Angebot erhielt, den jungen Staat Bosnien und Herzegowina bei den Olympischen Spielen 1992 in Barcelona zu vertreten. Ohne vorheriges Training und eigene Ausrüstung kam Đurić teilweise per Autostopp nach Spanien. Im Einer-Canadier über 500 m belegte er unter diesen Umständen den letzten Platz bei 19 Teilnehmern.

## Fußball

### Vereinsmannschaften
Über Vereine in Ex-Jugoslawien und Ungarn gelangte Đurić 1994 nach Australien, wo er zuerst beim South Melbourne FC unter Vertrag stand. Bis zum Ende des Jahrzehnts spielte er vorwiegend für verschiedene australische Vereine, zuletzt bei Sydney Olympic. Im Jahr 2000 wechselte Đurić zu Home United in den Stadtstaat Singapur, wo er bereits 1999 kurz für Tanjong Pagar United im Einsatz war. Mit Home United gewann er 2000 den Singapore Cup.
Von 2001 bis 2004 spielte Đurić für Geylang United, 2001 gewann er mit dieser Mannschaft das erste Mal die S. League. Die sportlich erfolgreichste Zeit erlebte der ehemalige Jugoslawe ab 2005, als er für den Club der Streitkräfte Singapurs, dem FC Singapore Armed Forces, spielte. Đurić gewann zweimal den Cup und viermal die Meisterschaft, zudem wurde er 2007 und 2008 Torschützenkönig Singapurs. Seit 2010 ist er bei den Tampines Rovers unter Vertrag. In der Saison 2010 schoss Đurić als erster Spieler sein 300. Tor in der S. League.
Bei Karriereende hatte er schließlich 321 Tore in 439 Ligaspielen und zusätzlich noch einmal in 84 weiteren Pflichtspielen 49 Tore erzielt für singapurische Mannschaften. In Australien waren ihm zuvor 16 Tore in 81 Ligaspielen gelungen.

### Nationalmannschaft
Für die Singapurische Fußballnationalmannschaft debütierte Aleksandar Đurić im November 2007, nachdem er die Staatsbürgerschaft des Landes bekommen hatte. Beim WM-Qualifikationsspiel gegen Tadschikistan schoss der damals 37-jährige beide Tore zum 2:0-Sieg. Zuletzt war Đurić 2011 in der asiatischen WM-Qualifikation im Einsatz, wo er in der zweiten Runde gegen Malaysia zwei Tore schoss und in der Gruppenphase der dritten Runde eins der beiden Tore für Singapur erzielte.

## Erfolge
- S. League (8 ×): 2001, 2006, 2007, 2008, 2009, 2011, 2012, 2013
- Singapore Cup (3 ×): 2000, 2007, 2008

## Auszeichnungen
- Torschützenkönig (4 ×): 2007, 2008, 2009, 2013
- Singapurs Spieler des Jahres (3 ×): 2007, 2008, 2012
- Südostasienmeister (1 ×): 2012